# Scholastique Mukasonga
Scholastique Mukasonga est une écrivaine franco-rwandaise née en 1956 dans la province de Gikongoro au Rwanda. Elle remporte en 2012 le prix Renaudot et le prix Ahmadou-Kourouma pour son roman Notre-Dame du Nil. Finaliste en 2015 du Dublin Literary Award et du Los Angeles Times Book Prize, elle est récompensée en 2014 par le prix Seligman contre le racisme et l'intolérance et en 2015 par le prix Société des gens de lettres pour la nouvelle.

## Biographie
Scholastique Mukasonga est née dans le sud-ouest du Rwanda au bord de la rivière Rukarara. En 1959, éclatent les premiers pogroms contre les Tutsi. En 1960, sa famille est déportée, avec beaucoup d'autres Tutsi, à Nyamata au Bugesera une région de brousse alors très inhospitalière. Elle réussit à survivre en dépit des persécutions et des massacres à répétition. Malgré le quota qui n'admettait que 10% de Tutsi dans les établissements secondaires, elle rentre au lycée N-D de Citeaux à Kigali puis à l'école d'assistante sociale à Butare. « C’était la seule école pour filles qui me permettait de revenir dans les villages exercer ma profession auprès des paysannes qui n’avaient pas eu la chance d’accéder à l’école », explique-t-elle. En 1973, les élèves tutsi sont chassés des écoles et les fonctionnaires de leurs postes. Elle part alors en exil au Burundi pour échapper à la mort. Elle achève ses études d'assistante sociale au Burundi et travaille ensuite pour l'UNICEF. Elle arrive en France en 1992 et passe à nouveau le concours d'assistante sociale, le diplôme burundais n'étant pas reconnu par l'administration française. De 1996 à 1997, elle est assistante sociale auprès des étudiants de l'université de Caen. De 1998 à 2020, elle exerce la fonction de mandataire judiciaire auprès de l'Union départementale des associations familiales du Calvados.
En 1994, 37 membres de sa famille sont assassinés durant le génocide des Tutsis. Il lui faut dix ans pour avoir le courage de retourner au Rwanda en 2004. C'est à la suite de ce séjour qu'elle se sent la force d'écrire son premier livre, une autobiographie, Inyenzi ou les Cafards. Sa traduction américaine, Cockroaches, est nommée pour le Los Angeles Times Book Prize de 2016 dans la catégorie des autobiographies. La Femme aux pieds nus lui succède en 2008. Elle reçoit le prix Seligmann, de la Chancellerie des universités de Paris, contre le racisme et l'intolérance. Un recueil de nouvelles, L'Iguifou, suit en 2010, couronné par le prix Paul Bourdari 2011 de l'Académie des sciences d'outre-mer et par le prix Renaissance de la nouvelle. Son roman, Notre-Dame du Nil, obtient le prix Ahmadou-Kourouma à Genève, le prix Océans France Ô, et le prix Renaudot 2012,. La traduction américaine, Our Lady of the Nile, est sélectionnée dans les dix meilleurs romans pour le Dublin Literary Award et dans la sélection finale du prix Emerging Voices du Financial Times. Ce roman a donné lieu en 2019 à une adaptation cinématographique, dont le réalisateur est Atiq Rahimi. Elle publie en 2014 un nouveau recueil de nouvelles, Ce que murmurent les collines, qui obtient le prix Société des gens de lettres 2015 dans la catégorie des nouvelles. Son roman Cœur Tambour sort en janvier 2016, dans la Collection Blanche des éditions Gallimard. En juin 2017, le prix des Ambassadeurs francophones lui est attribué à Copenhague. En mars 2018, elle publie un nouvel ouvrage autobiographique, Un si beau diplôme. Le Prix Bernheim de la Fondation du judaïsme français lui est décerné en 2015 pour l'ensemble de son œuvre. Scholastique Mukasonga est membre du jury du Prix Deauville Littérature et Musique. Elle a été faite Chevalier des Arts et des Lettres.
Le 2 juin 2021, Scholastique Mukasonga intègre le jury du prix Femina, avec trois autres écrivaines, lors du pourvoi de places laissées vacantes par la démission de trois membres. La même année, elle reçoit le Prix Simone de Beauvoir pour la liberté des femmes.

## Œuvres
Son premier livre, paru en 2006, Inyenzi ou les Cafards, est autobiographique. C'est le portrait de sa mère et le récit de son enfance, dans le village de regroupement de Nyamata où sa famille a été déplacée en 1960. Il évoque les persécutions mais aussi les jours malgré tout heureux de cette période. Le second livre, La Femme aux pieds nus, est un hommage à sa mère et au courage de toutes les femmes de Nyamata qui s'ingéniaient à survivre et à sauver leurs enfants d'une mort promise. Il offre aussi un tableau de la tradition et de la vie quotidienne au Rwanda. Elle considère que ses deux premiers livres sont le tombeau de papier élevé pour les siens et tous ceux de Nyamata qui gisent anonymes dans les ossuaires ou dans les fosses communes. L'Iguifou est un recueil de nouvelles qui marque le passage de l'autobiographie à la fiction.
Dans le roman Notre-Dame du Nil, elle imagine un lycée perché dans la montagne à 2 500 m d'altitude, non loin d'une présumée source du Nil où sont réunies les filles de hauts dignitaires. Un quota limite le nombre des élèves tutsies à 10%. Dans ce huis-clos, s'exaspèrent les rivalités ethniques. L'unité de lieu, le lycée, et le climat de la saison des pluies, renforcent ce huis-clos. La fiction se fonde évidemment sur des éléments autobiographiques : le lycée Notre-Dame-du-Nil ressemble au lycée Notre-Dame-de-Citeaux à Kigali où elle a été élève et l'épuration des élèves tutsies est celle qu'elle a subie en 1973 et qui l'a contrainte à l'exil au Burundi.
Ce que murmurent les collines est un recueil de nouvelles, les unes ayant comme assise l'histoire du Rwanda et les traditions orales, les autres dressant des tableaux de la vie quotidienne traditionnelle rwandaise. C'est son premier ouvrage qui n'est pas centré sur le génocide.
Avec son roman Cœur Tambour, Scholastique Mukasonga élargit son horizon du Rwanda aux Antilles, aux États-Unis et au Brésil à la suite de Kitami, chanteuse inspirée par un esprit africain, Nyabingi, qui prend racine chez les rasta de la Jamaïque. Le livre retrace l'initiation de la jeune rwandaise Prisca aux transes de l'esprit et d'un tambour sacré sous lequel meurt mystérieusement écrasée celle qui est devenue la célèbre chanteuse Kitami.
Revenant à l'autobiographie, l'auteur raconte comment pour la sauver d'une mort annoncée, son père la pousse à obtenir Un si beau diplôme !. Dans l'exil, du Burundi, à Djibouti puis en France, «le beau diplôme» sera ce «talisman» d'énergie pour surmonter l'exclusion et la désespérance.
Ses romans ont été comparés à ceux de Gisèle Bienne.

## Principales publications
- 2006 : Inyenzi ou les Cafards, Gallimard/Continents Noirs ; paru en 2014 dans la collection Folio (n°5709)
- 2008 : La Femme aux pieds nus, Gallimard/Continents Noirs — prix Seligmann contre le racisme et l'intolérance
- 2010 : L'Iguifou, Gallimard/Continents Noirs — prix Renaissance de la Nouvelles ; prix Paul-Bourdarie 2011 de l’Académie des sciences d’outre-mer.
- 2012 : Notre-Dame du Nil, Gallimard/Continents Noirs — Prix Ahmadou-Kourouma 2012[2] ; prix Renaudot 2012[4],[13] ; le prix Océans France Ô ; Nommé au IMPAC Dublin Literary Award 2016 ; Finaliste des Emerging Voices Award 2015 (New York) ; Prix des ambassadeurs francophones, Copenhague, 2017 ; paru en 2012 aux éditions Le grand livre du mois, 2012 et en 2013 aux éditions À vue d'œil
- 2012 : La Femme aux pieds nus, Folio n°5382, 2012 ; Notre-Dame du Nil Folio n°5708.
- 2014 : Ce que murmurent les collines, Gallimard/Continents Noirs — Prix 2015 de la Société des gens de lettres pour la nouvelle (SGDL) ; Prix Bernheim de la Fondation du Judaïsme 2015 pour l'ensemble de l'œuvre ; À jamais perdues, Mercure de France, 2015 (extrait du recueil L'Iguifou, La gloire de la vache)
- 2016 : Cœur tambour, Gallimard/La Blanche[14].
- 2017 : Un pygmée à l'école in La rencontre avec l'autre, 6 nouvelles contemporaines, Folio+collège, Gallimard. 2017.
- 2018 : Un si beau diplôme !, Gallimard, Paris.
- 2020 : Kibogo est monté au ciel, Gallimard, Paris.
- 2022 : Sister Deborah, Gallimard, Paris.
- 2024 : Julienne, Gallimard, Paris.

## Décorations
- Chevalier de l'ordre des Arts et des Lettres